# Kim Longinotto

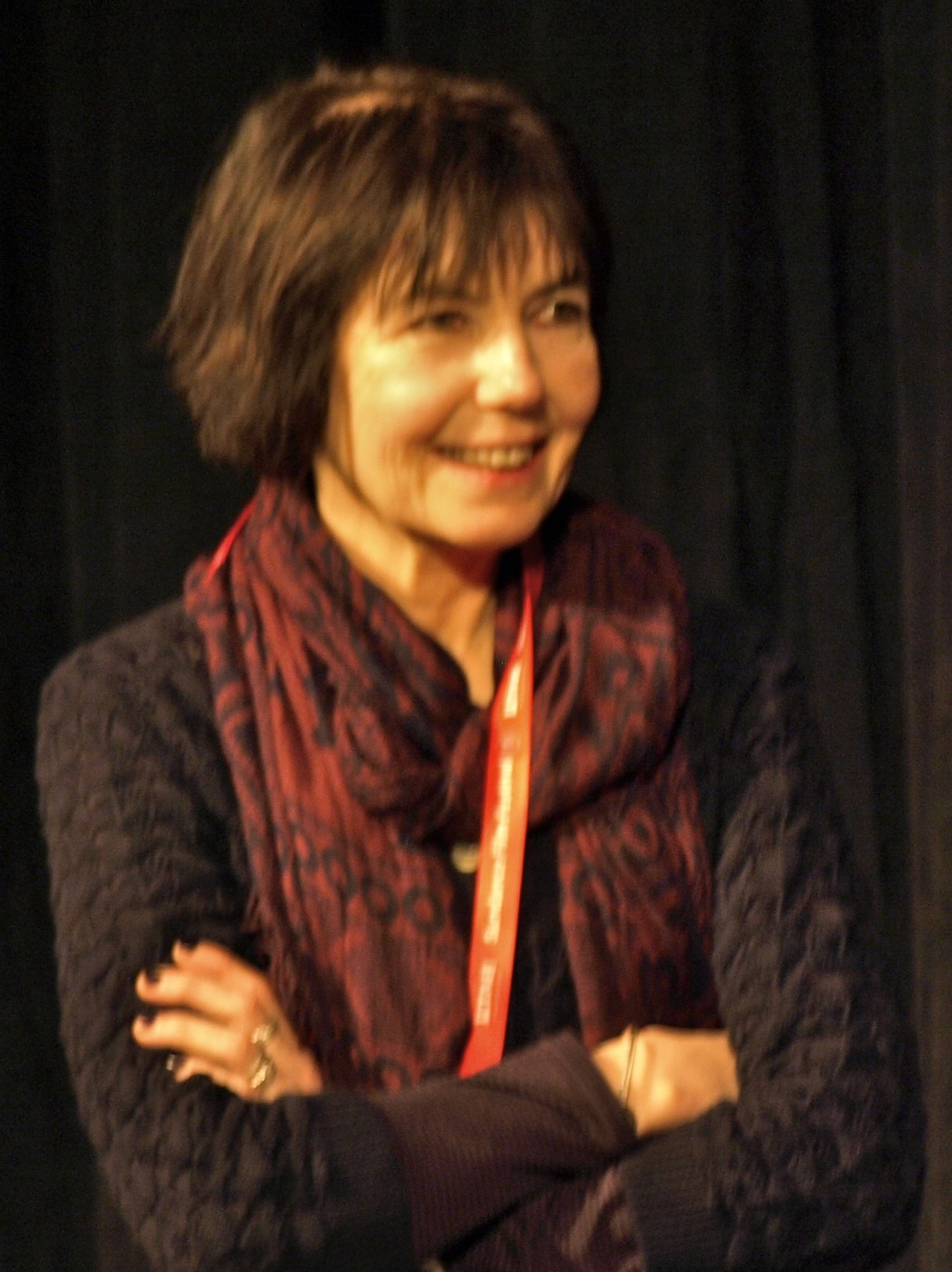
Kim Longinotto auf dem Sundance Film Festival (2015). Foto: PunkToad

Kim Longinotto (* 1952 in London) ist eine britische Filmemacherin.

## Leben und Werk
Kim Longinotto studierte an der National Film and Television School in London Kamera und Regie und ist eine renommierte Dokumentarfilmerin. Zu ihren bekanntesten Werken zählen Sisters in Law (2005) und Pink Saris (2010), eine Dokumentation über die indische Frauenrechtlerin Sampat Pal Devi und die von ihr gegründete Gulabi Gang, sowie Salma (2013), ein Dokumentarfilm über die gleichnamige muslimische Poetin aus Tamil Nadu. Ihr Dokumentarfilm Shooting the Mafia (2019), im August 2019 auf Das Erste zu sehen, schildert den wagemutigen Kampf der Sizilianerin Letizia Battaglia, deren Foto-Dokumentationen ab 1974 die Mafia-Bluttaten der „Cosa Nostra“ in die Aufmerksamkeit der internationalen Öffentlichkeit zu rücken schafften.
2021 wurde sie als Jurymitglied für das 37. Sundance Film Festival berufen.

## Filmografie (Auswahl)
- 1976: Pride of Place – Regie (als Kim Longinotto Landseer)
- 1978: Theatre Girls – Regie/Kamera
- 1982: Underage – Regie/Kamera
- 1989: Eat the Kimono – Regie/Kamera
- 1990: Hidden Faces – Regie/Kamera
- 1992: The Good Wife of Tokyo – Regie
- 1994: Dream Girls – Regie/Kamera/Produktion
- 1995: Shinjuku Boys – Regie/Kamera/Produktion
- 1996: Rock Wives (Fernsehfilm) – Regie/Kamera
- 1998: Divorce Iranian Style – Regie/Kamera
- 2000: Gaea Girls – Regie/Kamera/Produktion
- 2001: Runaway – Regie/Kamera
- 2002: The Day I Will Never Forget – Regie/Kamera
- 2005: Sisters in Law – Regie/Kamera/Produktion
- 2007: Hold Me Tight, Let Me Go – Regie/Kamera/Produktion
- 2008: Rough Aunties – Regie/Kamera
- 2010: Pink Saris – Regie/Kamera
- 2013: Salma (2013) – Regie/Kamera
- 2015: Dreamcatcher – Regie
- 2019: Shooting the Mafia – Regie/Kamera

## Auszeichnungen (Auswahl)
- 2000 Divorce Iranian Style: BAFTA Awards, Flaherty Documentary Award
- 2005 Sisters in Law: Cannes Film Festival, C.I.C.A.E. Award
- 2009 Rough Aunties: Sundance Film Festival, World Cinema Documentary
- 2011 Pink Saris: Hong Kong International Film Festival, Humanitarian Award (Documentary) für Outstanding Documentary
- 2013: Salma: Indisches Filmfestival Stuttgart, German Star of India – Bester Dokumentarfilm